# Lagarfljót (lago)
Il lago Lagarfljót (chiamato anche Lögurinn) è situato nell'Islanda orientale, vicino a Egilsstaðir. La superficie misura 53 km² ed è lungo circa 25 km, mentre la sua larghezza massima è di 2,5 km e la sua profondità di 112 m. L'omonimo fiume scorre attraverso questo lago.
La più estesa foresta islandese, Hallormsstaðarskógur, si trova vicino a questo lago, come la cascata, Hengifoss. Questa, alta ben 118 m, è una delle più alte del paese, ed esattamente sotto questa ce n'è un'altra chiamata Litlanesfoss.
Come nel lago scozzese Loch Ness, si dice dimori un mostro, una sorta di creatura spaventosa, chiamata Lagarfljotsormurinn dagli abitanti del luogo, che vivrebbe nelle profondità di questo lago.